# Ignacio de Rezábal
Ignacio de Rezábal y Agote o bien Ignacio Rezával y Agote (Aizarnazábal de Guipúzcoa, 1750 – Buenos Aires, Virreinato del Río de la Plata, 15 de febrero de 1815) fue un comerciante español que luchó en las Invasiones Inglesas al Río de la Plata en el Tercio de Vizcaínos.

## Biografía
José Ignacio de Rezábal nació en Santa María de Aizarnazábal, juzgado y jurisdicción de la Villa de Santa Cruz de Cestona en la Provincia de Guipúzcoa (España) en 1750, hijo de José de Rezábal y de María Josefa de Agote.
Afincado en la ciudad de Buenos Aires como aprendiz de comercio en la casa de Isidro José Balbastro, llegó a convertirse en uno de los más prósperos comerciantes de la capital del territorio y uno de sus vecinos más destacados.
Al producirse la reconquista de Colonia del Sacramento en 1762, Rezabal fue convocado a las armas pero fue "relevado de hir en persona lo mismo que otros de su clase es decir por ser caxero de una casa de comercio de grueso giro, pero tuve que poner personero a costa de mi dinero, y a satisfacción del expresado Comandante"
La condición fue también "hacer aquí el servicio de Plaza, de modo que a un tiempo desempeñábamos dos servicios, en campaña con personero, y en nuestro domicilio cada uno, con su individuo o con Personero, y a falta de este, no pocas veces teníamos que montar guardias, y hacer Patrullas personalmente".
En 1785 contrajo matrimonio con Francisca Ramona de Uriarte. Muy religioso, pertenecía a la Tercera orden de San Francisco y a la Cofradía del Santísimo Rosario de Mayores, fundada para mantener la devoción a la Virgen del Rosario.
Durante la Primera Coalición contra la Francia Revolucionaria, en 1795, Rezabal fue convocado a las Milicias Urbanas, movilizadas ante el rumor de la aproximación de una flota francesa, pero declaró que estando en Potosí, debía acudir nuevamente a personero, lo que describió posteriormente: "al soldado que por sus ocupaciones mercantiles, o por las de su empleo, arte, y oficios con que se mantenía le hera gravoso, hacer la fatiga por sí, que ordinariamente consistía en dos guardias y una patrulla al mes, se le admitía personero a quien se le pagaban a seis reales las guardias y a quatro las patrullas".
Fue Alcalde del primer voto del Cabildo de Buenos Aires, asistió al cabildo abierto de 1806. Tras la primera invasión inglesa se convirtió en segundo comandante del Batallón de Voluntarios Urbanos Cántabros de la Amistad o Tercio de Vizcaínos, comandado por Prudencio Murguiondo, que luchó en la segunda invasión inglesa al Río de la Plata. 
Después de la victoria, un entredicho con Santiago Pampillo, del Tercio de Gallegos, terminaría en escándalo. Pampillo, hombre muy impulsivo, fue insultado por Rezabal y tratado de cobarde, a lo que le respondió que la única cobardía, con el agravante de ser el segundo al mando, la había realizado él acusándolo de que al salir a campaña fue a esconderse a su casa y recién se puso el uniforme completo cuando Liniers hizo un banquete para convidar al enemigo vencido. Rezabal respondió con un juicio por calumnias e injurias, siendo Mariano Moreno el defensor de Pampillo, quien mantuvo y extendió su acusación, pese a lo cual Rezabal salió indemne.
Al convertirse Murguiondo en comandante del cuerpo de voluntarios del Río de la Plata, Ignacio de Rezabal devino en primer Comandante del cuerpo de Vizcaínos.
Como Prior y Cónsul segundo del Real Tribunal del Consulado fue el responsable de recibir el 24 de diciembre de 1807 la lámina que costeó y consagró la villa de Oruro en honor de las victorias sobre los británicos del 12 de agosto de 1806 y el 5 de julio de 1807.
Integró en 1808 el partido juntista conducido por Martín de Álzaga, formado en su mayoría por españoles europeos (Antonio de Santa Coloma, Esteban Villanueva, Franciasco de Neyra, Juan Larrea, Domingo Matheu) y algunos americanos (Julián de Leiva y Mariano Moreno).
Previsto un golpe para deponer al virrey Santiago de Liniers el 17 de octubre (dos días después la audiencia se pronunciara en un dictamen desestimando las acusaciones contra Liniers), el virrey fue alertado del movimiento y requirió la presencia de Rezabal para tomarle declaración, con lo que el levantamiento se postergó.
Como "vecino y de este comercio" participó en el cabildo abierto del 22 de mayo de 1810 donde votó "Que entretanto no se tenga noticia positiva de haber espirado en la península la autoridad suprema legítima de la nación, no se innove el sistema de gobierno: que siga en el mando el Exmo. Sr. Virrey, asociado por los Señores Alcalde de primer voto y Síndico Procurador general de ciudad, con advertencia, que por ningún acontecimiento se altere en esta ciudad el sistema político sin previo acuerdo de los pueblos del distrito del virreinato, por depender su existencia política de su unidad con ellos."
Tras la Revolución de Mayo quedó apartado de la política de su ciudad y comprometido en sus negocios. Falleció en Buenos Aires el 15 de febrero de 1815.